# The Bride of Hate
The Bride of Hate è un film muto del 1917 diretto da Walter Edwards sotto la supervisione di Thomas H. Ince.

## Produzione
Il film fu prodotto dalla Kay-Bee Pictures e dalla New York Motion Picture con il titolo di lavorazione His Slave.

## Distribuzione
Distribuito dalla Triangle Distributing, il film uscì nelle sale cinematografiche degli Stati Uniti il 14 gennaio 1917. Nel 1922, ne venne fatta una riedizione distribuita dalla Tri-Stone Pictures che ribattezzò il film con il titolo Wanted for Murder, Or Bride of Hate. La Tri-Stone richiese il copyright per The Bride of Hate, ottenendo il 12 giugno 1924 il visto numero LP20306.